# Vaisseau (marine)
Pour les articles homonymes, voir Vaisseau.
Pour un article plus général, voir Bateau.

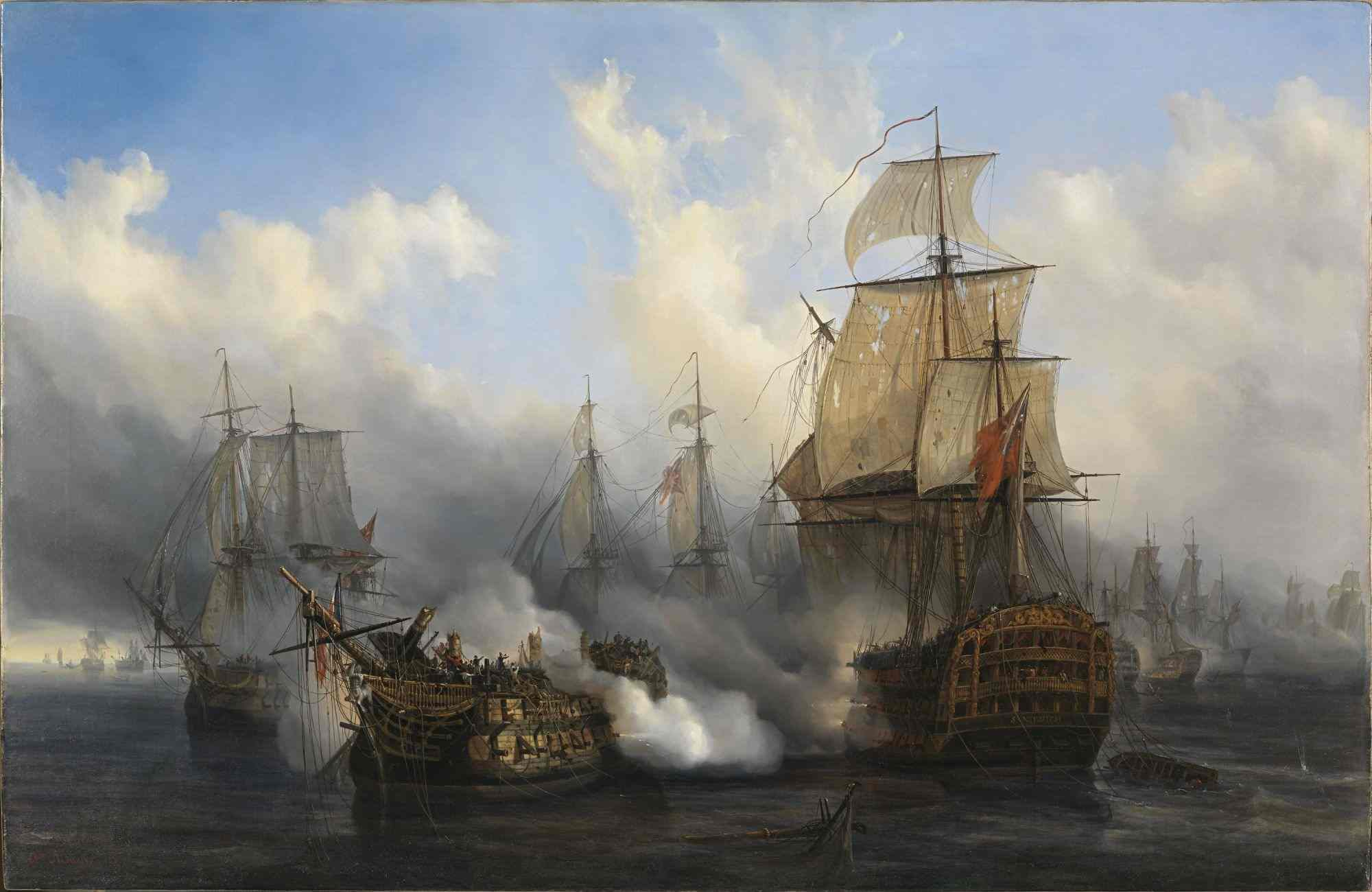
Le vaisseau de ligne français Bucentaure vaincu lors de la bataille de Trafalgar, tableau d'Auguste Mayer.

Dans la marine, un vaisseau est un type de navire de grandes dimensions et désigne en particulier les vaisseaux de ligne dans le domaine militaire. 
Le terme qui a vieilli n'est plus utilisé dans le monde maritime. Par ses dimensions le vaisseau est à l'opposé de l'embarcation.

## Historique
Un vaisseau est un navire à voiles puis à propulsion mixte (voiles et vapeur) plus important que les corvettes et les frégates qui existent toujours. Les vaisseaux ont disparu à la fin du XIXe siècle, remplacés par les cuirassés mais le grade de capitaine de vaisseau a quant à lui survécu[réf. souhaitée]. 

## Domaine militaire
Un vaisseau de ligne était principalement un bâtiment de guerre, à voile ou à propulsion mixte (vapeur et voile), de grandes dimensions. Il a été remplacé par le cuirassé[réf. souhaitée]. 

## Marine de commerce
Dans la marine de commerce, un vaisseau désignait parfois un gros cargo ou un paquebot[réf. souhaitée]. 

## Grade

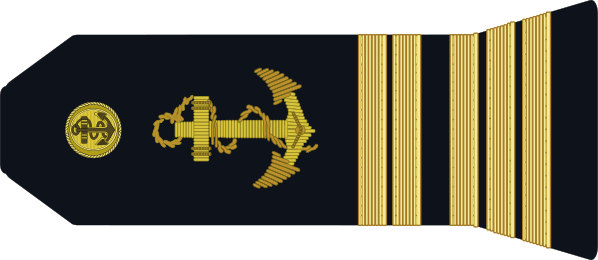
Grade de capitaine de vaisseau dans la Marine nationale française.

Le terme vaisseau est encore utilisé dans les grades suivants : 
- capitaine de vaisseau, grade d'officier, notamment dans la Marine nationale française ;
- lieutenant de vaisseau, grade militaire d'officier subalterne dans la marine ;
- enseigne de vaisseau, grade militaire d'officier subalterne dans la marine.

## Divers

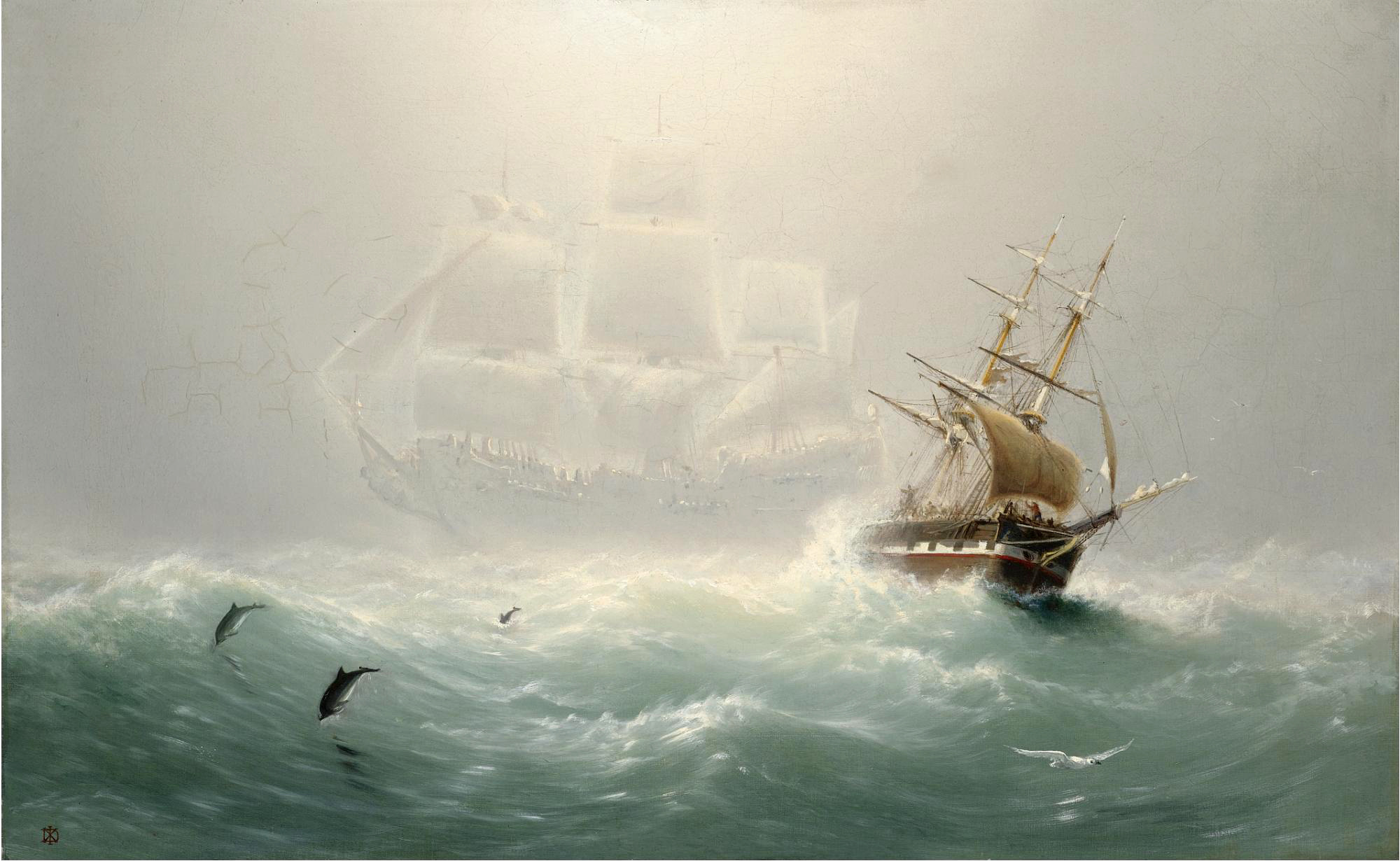
The Flying Dutchman, un célèbre vaisseau fantôme, par Charles Temple Dix (vers 1860).

Dans la mythologie, un vaisseau fantôme est un navire damné qui errait sur les mers et océans d'Europe du Nord aux temps héroïques[réf. souhaitée].